# Biografielijst Pu

## Pu
- Kevin Pu (1984), Chinees autocoureur

## Puc
- Giacomo Puccini (1858-1924), Italiaans componist
- Mirjam Puchner (1992), Oostenrijks alpineskiester
- Kirby Puckett (1960-2006), Amerikaans honkballer

## Pud

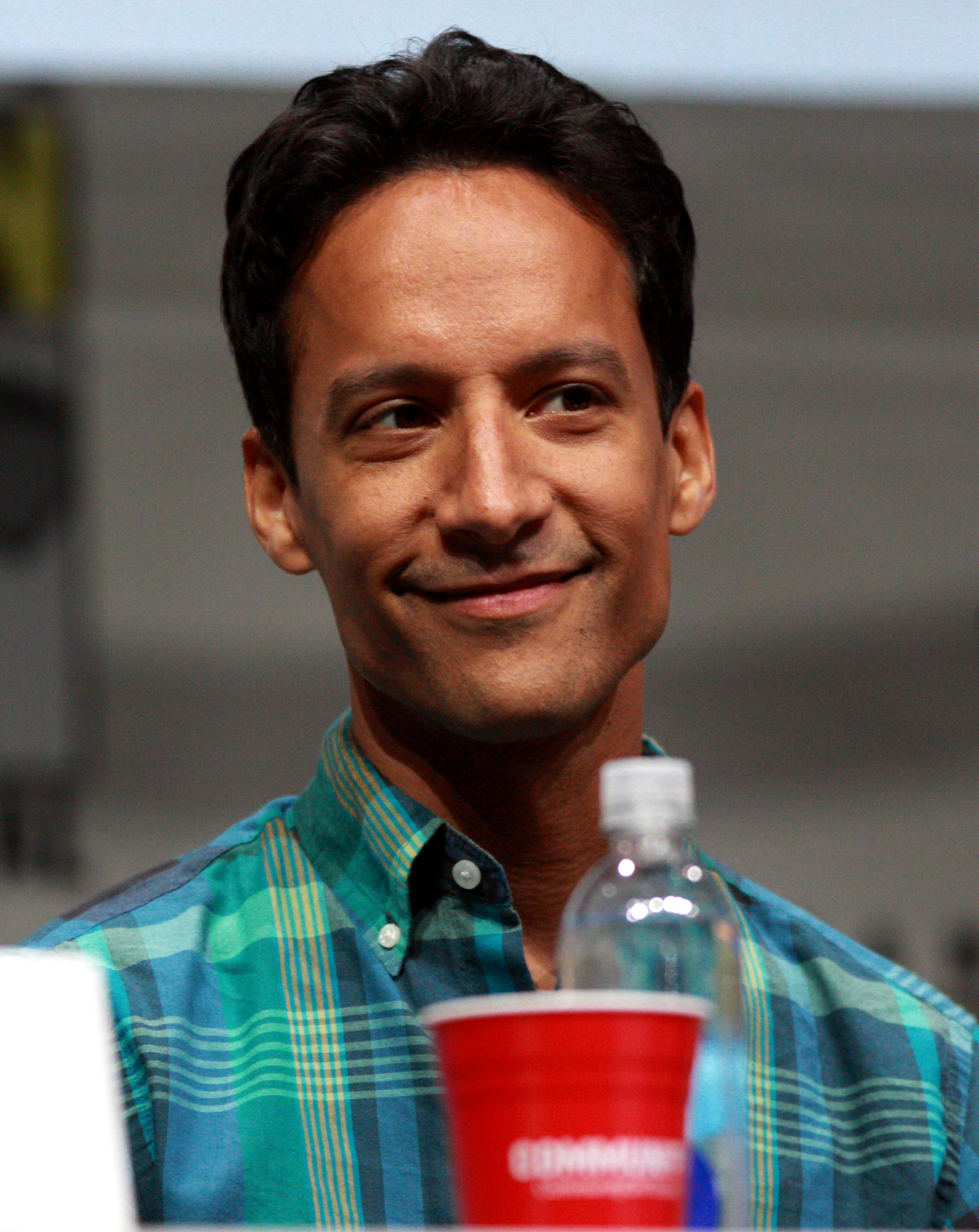
Danny Pudi, 2013

- Danny Pudi (1979), Amerikaans acteur
- Daniel Pudil (1985), Tsjechisch voetballer
- Dadi Pudumjee (1951), Indiaas poppenspeler
- Mariusz Pudzianowski (1977), Pools sterkste man

## Pue
- Héctor Puebla (1955), Chileens voetballer
- Adrián Puentes (1988), Cubaans boogschutter
- Antonio Puerta (1984-2007), Spaans voetballer
- Mariano Puerta (1978), Argentijns tennisser
- Romain Puértolas (1975) Frans schrijver

## Pug
- Marcello Puglisi (1986), Italiaans autocoureur

## Pui
- Maricica Puică (1950), Roemeens atlete
- Alberto Puig (1967), Spaans motorcoureur
- Manuel Puig (1932-1990), Argentijns schrijver

## Pul
- Hysen Pulaku (1992), Albanees gewichtheffer
- Leonardo Pulcini (1998), Italiaans autocoureur
- Maria Teresa Pulido (1974), Spaans atlete
- Ante Puljić (1987), Bosnisch-Kroatisch voetballer
- Stacey Pullen (1969), Amerikaanse technodj
- Mieke Pullen (1957-2003), Nederlands atlete
- Alex Pullin (1987), Australisch snowboarder
- Abbi Pulling (2003), Brits autocoureur
- John Pulman (1923-1998), Brits snookerspeler
- Lindsay Pulsipher (1982), Amerikaans actrice

## Pum
- Raphael Pumpelly (1837-1923), Amerikaans geoloog en ontdekkingsreiziger

## Pun
- Roberto Punčec (1991), Kroatisch voetballer
- Reynato Puno (1940), Filipijns jurist
- Ricardo Puno jr. (1946-2022), Filipijns jurist, televisiepresentator en columnist
- Ricardo Puno sr. (1923-2018), Filipijns jurist en politicus
- Ronaldo Puno (1948), Filipijns politicus
- Raymundo Punongbayan (1937-2005), Filipijns geoloog en vulkanoloog
- Jos Punt (1946), Nederlands bisschop
- J.Ph. Punt (1906-2001), Nederlands esperantist en radiopresentator

## Pup
- Pupienus (164/174-238), Romeins keizer
- Michael Pupin (1858-1935), Servisch-Amerikaans natuurkundige, uitvinder en auteur

## Pur

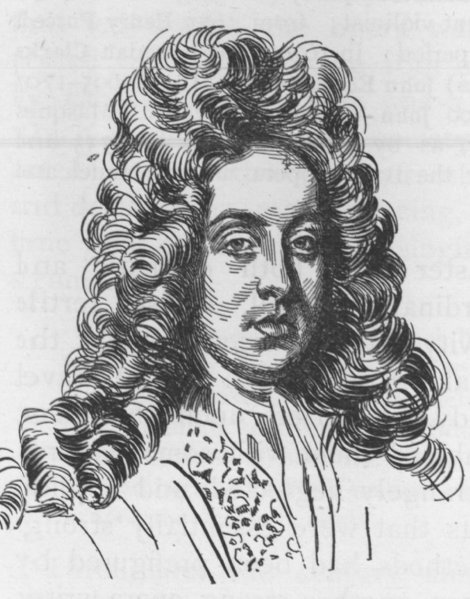
Henry Purcell

- Céline Purcell (1980), Nederlands (musical)actrice
- Charles Henry Purcell (1883-1951), Amerikaans civiel ingenieur
- Dominic Purcell (1970), Engels-Australisch acteur
- Edward Mills Purcell (1912-1997), Amerikaans natuurkundige
- Henry Purcell (1659-1695), Brits componist
- Zac Purchase (1986), Brits roeier
- James Purdy (1914-2009), Amerikaans schrijver
- Jolene Purdy (1983), Amerikaans actrice
- Amrish Puri (1932-2005), Indiaas acteur
- Ats Purje (1985), Ests voetballer
- David Purley, (1945-1985), Brits autocoureur
- Malavath Purna (2000), Indiaas bergbeklimster

## Pus
- Ferenc Puskás (1927-2006), Hongaars voetballer
- Tivadar Puskás (1844-1893), Hongaars ingenieur en uitvinder
- Árpád Pusztai (1930-2021),  Hongaars biochemicus

## Put

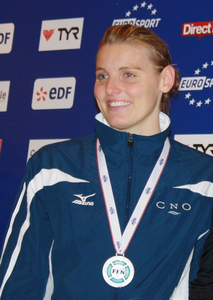
Alexandra Putra

- Erycius Puteanus (1574-1646), Nederlands humanist
- Hilary Putnam (1926-2016), Amerikaans filosoof
- Alexandra Putra (1986), Frans zwemster
- Jesse Puts (1994), Nederlands zwemmer
- Margaritte Putsage (1868-1946), Belgisch kunstschilderes
- Antoine Puttaert (1919-2005), Belgisch voetballer
- Leo van de Putte (1914-2012), Nederlands hoogleraar
- Miel Puttemans (1947), Belgisch atleet
- Joop van der Putten (1935), Nederlands wielrenner
- Marlies van der Putten (1968), Nederlands softbalster
- Jos de Putter (1959), Nederlands regisseur
- Karen Putzer (1978), Italiaans alpineskiester
- Jérôme Putzeys (1964), Belgisch atleet

## Puy
- Diego Puyo (1984), Spaans autocoureur
- Carles Puyol (1978), Spaans voetballer
- Mariano Puyol (1959), Chileens voetballer
- Peter Puype (1974), Belgisch kunstenaar

## Puz
- Clive Puzey (1941), Zimbabwaans autocoureur
- Mario Puzo (1920-1999), Amerikaans schrijver